# Stefano di Durazzo
Stefano di Durazzo (1328 – 1380) è stato un nobile italiano.

## Biografia
È il quarto figlio del duca Giovanni di Gravina e di Agnese di Périgord. È quindi nipote del Re Carlo II d'Angiò di Napoli e discendente agnatico del Re di Francia Luigi VIII di Francia padre di San-Luigi.
Divenne crociato nel Portogallo, dove nel 1340 si impegnò nella Reconquista e partecipò insieme a suo cugino Alfonso IV del Portogallo alla battaglia del rio Salado contro i Saraceni.
In Portogallo è conosciuto come Estêvão de Nápoles (Stefano di Napoli), sposò ed ebbe un figlio, João Esteves, che da Catarina Esteves ebbe un figlio naturale, Leonardo Esteves, sposato con Margarida Anes, dando così origine alla famiglia portoghese dei de Nápoles o da Veiga de Nápoles; questa genealogia è contestata da alcuni lignaggisti.

## Ascendenza
|                        |                            |                              | Genitori                           |  |  | Nonni |  |  | Bisnonni        |  |  | Trisnonni             |  |
|                        |                            |                              |                                    |  |  |       |  |  | Carlo I d'Angiò |  |  | Luigi VIII di Francia |  |
|                        |                            |                              |                                    |  |  |       |  |  | Carlo I d'Angiò |  |  | Luigi VIII di Francia |  |
|                        |                            | Bianca di Castiglia          |                                    |  |  |       |  |  | Carlo I d'Angiò |  |  |                       |  |
| Carlo II di Napoli     |                            |                              |                                    |  |  |       |  |  | Carlo I d'Angiò |  |  |                       |  |
|                        |                            | Beatrice di Provenza         | Raimondo Berengario IV di Provenza |  |  |       |  |  |                 |  |  |                       |  |
|                        |                            | Beatrice di Provenza         | Raimondo Berengario IV di Provenza |  |  |       |  |  |                 |  |  |                       |  |
|                        |                            | Beatrice di Provenza         | Beatrice di Savoia                 |  |  |       |  |  |                 |  |  |                       |  |
| Giovanni di Gravina    |                            | Beatrice di Provenza         |                                    |  |  |       |  |  |                 |  |  |                       |  |
|                        |                            | Stefano V d'Ungheria         | Béla IV d'Ungheria                 |  |  |       |  |  |                 |  |  |                       |  |
|                        |                            | Stefano V d'Ungheria         | Béla IV d'Ungheria                 |  |  |       |  |  |                 |  |  |                       |  |
|                        |                            | Stefano V d'Ungheria         | Maria Lascaris di Nicea            |  |  |       |  |  |                 |  |  |                       |  |
| Maria d'Ungheria       |                            | Stefano V d'Ungheria         |                                    |  |  |       |  |  |                 |  |  |                       |  |
|                        |                            | Elisabetta dei Cumani        | …                                  |  |  |       |  |  |                 |  |  |                       |  |
|                        |                            | Elisabetta dei Cumani        | …                                  |  |  |       |  |  |                 |  |  |                       |  |
|                        |                            | Elisabetta dei Cumani        | …                                  |  |  |       |  |  |                 |  |  |                       |  |
| Stefano di Durazzo     |                            | Elisabetta dei Cumani        |                                    |  |  |       |  |  |                 |  |  |                       |  |
|                        | Archambaud III de Périgord | …                            |                                    |  |  |       |  |  |                 |  |  |                       |  |
|                        | Archambaud III de Périgord | …                            |                                    |  |  |       |  |  |                 |  |  |                       |  |
|                        | Archambaud III de Périgord | …                            |                                    |  |  |       |  |  |                 |  |  |                       |  |
| Elia VII di Talleyrand | Archambaud III de Périgord |                              |                                    |  |  |       |  |  |                 |  |  |                       |  |
|                        |                            | Agnès de Blaye               | …                                  |  |  |       |  |  |                 |  |  |                       |  |
|                        |                            | Agnès de Blaye               | …                                  |  |  |       |  |  |                 |  |  |                       |  |
|                        |                            | Agnès de Blaye               | …                                  |  |  |       |  |  |                 |  |  |                       |  |
| Agnese del Périgord    |                            | Agnès de Blaye               |                                    |  |  |       |  |  |                 |  |  |                       |  |
|                        |                            | Ruggero Bernardo III di Foix | Ruggero IV di Foix                 |  |  |       |  |  |                 |  |  |                       |  |
|                        |                            | Ruggero Bernardo III di Foix | Ruggero IV di Foix                 |  |  |       |  |  |                 |  |  |                       |  |
|                        |                            | Ruggero Bernardo III di Foix | Brunisenda di Cardona              |  |  |       |  |  |                 |  |  |                       |  |
| Brunissenda di Foix    |                            | Ruggero Bernardo III di Foix |                                    |  |  |       |  |  |                 |  |  |                       |  |
|                        |                            | Margherita di Montcada       | Gastone VII di Béarn               |  |  |       |  |  |                 |  |  |                       |  |
|                        |                            | Margherita di Montcada       | Gastone VII di Béarn               |  |  |       |  |  |                 |  |  |                       |  |
|                        |                            | Margherita di Montcada       | Mathe di Matha                     |  |  |       |  |  |                 |  |  |                       |  |
|                        |                            | Margherita di Montcada       |                                    |  |  |       |  |  |                 |  |  |                       |  |